# LEON
LEON est un processeur 32 bit RISC libre, compatible SPARC V8 (1987) développé par l'ingénieur suédois Jiri Gaisler pour répondre aux besoins de l'Agence spatiale européenne (processeurs endurcis pour les contraintes spatiales) en garantissant l'indépendance de l'Europe. Il est utilisé par des satellites et des lanceurs développés par l'Europe. Il est téléchargeable sous licence LGPL (version 2) et GPL (version 3). Une version tolérante aux erreurs (« Fault Tolerant », implémentant une détection d'erreurs permettant son usage en conditions de radiations élevées) est aussi accessible pour LEON3.

## NOEL-V
Son successeur appelé NOEL-V est un SoC, basé sur un processeur d'architecture RISC-V et son extension vectorielle (V ou RVVE), et comportant de plus un processeur neuronal. Elle utilise toujours des techniques RHBD (Radiation Hardened By Design), pour les contraintes de l'environnement spatial (température et rayons ionisants), ainsi que les contraintes d'efficacité énergétique, au cœur de satellites. Le projet est mené par Cobham Gaisler, au Centre européen de recherche et de technologie spatiales (ESTEC),. NOEL-V est le premier de cette nouvelle génération déclinée en architectures RISC-V 32 et 64 bits.

## Spécifications du processeur softcore Leon3
Le processeur softcore Leon3 est un modèle de processeur écrit en langage VHDL. Comme son prédécesseur, le Leon3 est basé sur une architecture RISC 32 bit. Le code source est  entièrement disponible sous licence GPL.

### Caractéristiques
- Jeu d'instructions SPARC avec l'extension V8
- Pipeline de sept étages
- Contient des multiplieurs, diviseurs et unités MAC (multiplicateur-accumulateur)
- fonctionne jusqu'à 125 MHz sur FPGA et 400 MHz sur un ASIC 0,13 μm[réf. nécessaire]
- Cache de données et d'instructions séparés
- Cache configurable : un à quatre étages, 1 à 256 kbytes par étage. Mémoire virtuelle LRU ou LRR
- MMU
- interface de bus AMBA 2 (AHB, APB)

## Spécifications du processeur softcore Leon4
Le processeur softcore Leon4 présente en plus les caractéristiques suivantes dont on retiendra principalement la venue du multiprocesseur :
- Jeu d'instructions SPARC V8 (extension au V8e incluse)
- Support SMP
- Jusqu'à 150 MHz sur FPGA et 1 500 MHz sur ASIC 32 nm
- 1.7 DMIPS/MHz, 2.1 CoreMark/MHz, 0.35 SPECint2000/MHz